# سیگار و قهوه
سیگار و قهوه (انگلیسی: Cigarettes & Coffee) فیلمی به کارگردانی پل توماس اندرسن است که در سال ۱۹۹۳ منتشر شد. از بازیگران آن می‌توان به فیلیپ بیکر هال و میگوئل فرر اشاره کرد.

## خلاصه فیلم
زندگی پنج فرد متفاوت در یک غذاخوری به هم پیوند می‌خورد. مردی سالخورده و باتجربه به مردی جوان در مرد همسر خیانتکار و دوست صمیمی‌اش راهنمایی می‌دهد و…